# Bernhard Seidel
Bernhard Seidel (* 20. Mai 1959 in Amstetten, Niederösterreich) ist ein österreichischer Ökologe, medizinischer Entomologe, Umweltaktivist und Singer-Songwriter. Nationale Bekanntheit erlangte er mit einer herpetologischen Kooperation zu einem Projekt für die Internationale Raumstation (ISS), als Gelsenforscher und Insektenspezialist sowie als Umwelt-Aktivist insbesondere gegen Raubbauwachstum, dem mit Ausgleichsmaßnahmen zu begegnen sei.

## Leben und Wirken
Seidel studierte Zoologie, Botanik und Philosophie an der Universität Wien und wurde 1988 an der philosophischen Fakultät bei Friedrich Schaller promoviert mit dem ökologischen Thema Die Struktur, Dynamik und Fortpflanzungsbiologie einer Gelbbauchunkenpopulation, Bombina variegata variegata L. 1758, Discoglossidae, Anura, Amphibia in einem Habitat mit temporären Kleingewässern im Waldviertel (Niederösterreich). Von 1991 bis 1998 war er Forschungsassistent bei Schaller und war in diesem Rahmen an zahlreichen wissenschaftlichen Projekten beteiligt.
Seidel lebt und arbeitet in Persenbeug (Niederösterreich), wo er seit 2004 ein technisches Büro für Landschaftsökologie und Landschaftshygiene betreibt.

## Ökologisches Wirken
Die frühen wissenschaftlichen Arbeiten Seidels beschäftigten sich mit Fragestellungen von den Beziehungen der Gewässer und deren Umland. 1984 nahm er an der Besetzung der Donauauen gegen die Kraftwerkserrichtung und Umweltzerstörung in der Hainburger Au teil.
Von 1990 bis 1992 war Seidel Berater für die wasserrechtliche Prüfung des durch eine Volksbefragung befürworteten Baus des Kraftwerk Freudenau in Wien. Seidel verfasste 1992 das einzige negative Gutachten von zehn Fachbereichen der Universität für Bodenkultur Wien (BOKU) für die Oberste Wasserrechtsbehörde. Er kreidete darin explizit die ökologischen Versäumnisse der Hainburg-Bewegung an, die zwar das Stauwerk verhinderten, aber nicht die umfassende ökologische Verödung der gesamten Donau. Da seine Stellungnahme von der Behörde nicht beachtet wurde, lancierte Seidel das Thema bei den Oppositionsparteien im Parlament in Form von parlamentarischen Anfragen an die damalige Bundesministerin für Umwelt Ruth Feldgrill-Zankel. Die Anfrage wurde durch Abgeordnete der FPÖ noch unter Norbert Steger eingebracht. 1993 erwirkte Seidel mittels einer Vorlage eine neuerliche parlamentarische Anfrage durch die Abgeordnete Monika Langthaler von der Partei Die Grünen – Die Grüne Alternative an den Bundesminister für Landwirtschaft Franz Fischler.
1992 organisierte er die internationale Tagung FlußUferÖkologie an der Landesakademie Krems an der Donau. Seitdem behandeln zahlreiche seiner Arbeiten die Versandung und Auflandung von unnatürlichen Sedimenten im Donautal.
1993 war Seidel für die Idee und Umsetzung der Sonderausstellung „Amazonas und Donau – Vielfalt zweier Ströme“ der Kulturabteilung des Amtes der Niederösterreichischen Landesregierung in Orth an der Donau verantwortlich. Dabei stellte er den Begriff der Brandrodung am Amazonas jenem der Sandrodung im staugeregelten Donautal gegenüber. Bei der Problematik handle es sich laut Seidel um eine Folge verplanter Donaustauwerksanlagen. Die edaphisch physikalischen Veränderungen würden zu einem intensiven Artensterben sowie zu aggressiveren wie intensiveren Hochwasserabflüssen beitragen.
1994 war Seidel als NGO-Koordinator für das EU- und Weltbank-Projekt „Environmental Project of the Danube River Basin“ verantwortlich. Von ihm geplante Untersuchungen an Stechmücken an March und Thaya in Niederösterreich wurden von 1997 bis 2001 ausgeführt. Dabei hatte er auch die wissenschaftliche Leitung eines EU-Interreg II-Projektes „Naturschonende Gelsenregulierung“ in der March- und Thayaregion inne. Von 1999 bis 2002 kooperierte er im Zuge des Projektes „Space Life Science“ in Wien mit dem japanischen Weltraumwissenschaftler Masamichi Yamashita (ISAS/JAXA).
Zu seinen Forschungsthemen absolviert Seidel zahlreiche Medienauftritte, nimmt an Konferenzen teil und veröffentlicht in Fachjournalen. Als Freilandökologe erbrachte er für Österreich und Slowenien 2012 die Erstnachweise zur asiatischen Buschmücke, der Aedes (Ochlerotatus) japonicus japonicus. später, 2012, auch für Ungarn und 2015 für das Fürstentum Liechtenstein wie auch 2015 für Italien 2013 entdeckte er zwei weitere neue Arten für Österreich, die Anopheles hyrcanus und die Culiseta longiareolata. Letztere war auch ein Erstnachweis für Slowenien. 2017 lieferte er den Erstnachweis für die Koreanische Buschmücke, Aedes koreicus, die er bereits 2012 in Tirol nachgewiesen hatte.
Mit dem Nachweis der asiatischen Tigermücke, Stegomyia albopicta (Aedes albopictus), im Jahr 2012 hatte er auch die dritte wesentliche Stechmückenart aus Ostasien entdeckt, die nach Österreich als eine Folge der Globalisierung eingeschleppt wurde.

## Künstlerische Aktivitäten
Nachdem Seidel 1984 einen Straßenmusiker-Wettbewerb gewonnen hatte, trat er im Herbst 1984 beim Rathaus-Open-Air der Stadt Wien auf. Anlässlich des Konrad Lorenz Volksbegehrens 1985 trat er solo unter dem Künstlernamen „Ledies Bernd“ auf. Im Mai 1985 trat er bei den Hochschülerschaftswahlen mit der von ihm gegründeten GRAL (Grüne Alternative Liste) österreichweit zur Wahl zum ÖH-Zentralausschuss an. Seidel absolvierte zahlreiche öffentliche musikalische Auftritte mit inhaltlich kritischem Umwelt-Schwerpunkt. So trat er u. a. 1995 bei der sogenannten „Traktoren-Demonstration“ von Bauern gegen einen unversierten EU-Beitritt auf, die anlässlich der EU-Volksabstimmung auf der Wiener Ringstraße stattfand. Bei der Eröffnung vom Auen-Nationalpark in Stopfenreuth 1996 stand er zusammen mit Arik Brauer, Günther Nenning und Barbara Stöckl auf der Bühne. Aus Anlass der Literatur-Nobelpreis-Verleihung an Bob Dylan nahm er 2016 bei einer Marathonlesung in Wien teil. Als ökologischer Aktivist und Maler wurde seine letzte Ausstellung unter dem Titel "Donaudrama" am 11. November 2019 im Wiener Künstler*innenhaus im Kontext von Die Rote Wand eröffnet.
Die von Seidel begründeten „Umwelt-Moritaten“ fanden erstmals 1993 mit Günther Nenning und daraufhin bis 2008 wiederholt im Wiener Veranstaltungslokal Tunnel statt.
Seidel veröffentlichte die CDs „Be a Frog“ (2001), „1984 – Über Wasser laufen“ (2008), „The Crocodile Conference“ (2013) und „WWW.W.W - We Want World Wide Worth - for the Human Earth!“ (2014).

## Publikationen (Auswahl)
- Phoretische Verbreitung der Muschelkrebsart Cyclocypris ovum (Crustacea, Ostracoda) durch Amphibien: Fördernde ökologische und ethologische Faktoren. In: Herpetozoa. Band 3, Nr. 1/2, Wien 1990, S. 55–66 (zobodat.at [PDF]).
- mit Klaus-Peter Zulka: Die ökologischen Auswirkungen von Stauhaltungen auf die epigäische Arthropodenfauna eines naturnahen Donauuferstreifens (km 2056). In: Wissenschaftliche Mitteilungen Niederösterreichisches Landesmuseum. Band 8, Wien 1994, S. 137–143 (zobodat.at [PDF]).
- Ökologische Schnellprüfung von Auswirkungen wirtschaftlicher Projekte auf Landbereiche. In: Wissenschaftliche Mitteilungen Niederösterreichisches Landesmuseum. Band 9, Wien 1996, S. 253–274.
- Die Struktur eines Rana dalmatina-Bestandes in einem Überschwemmungsgebiet an der Donau (Niederösterreich): ein Indikator für die Schwebstoffauflandung aus Oberliegerstauräumen. In: Rana. Sonderheft 2, 1997, S. 263–270.
- Waterwave producing behavior in male Bombina v. variegata (Anura: Bombinatoridae): spatial dominance in an explosively breeding species. In: Journal of Herpetology (USA). Band 33, Nr. 3, 1999, S. 457–462.
- Freilanduntersuchungen an heimischen Stechmücken (Culicidae, Gelsen). In: Carinthia II. 190/110, Klagenfurt 2000, S. 547–554 (zobodat.at [PDF]).
- Bernhard Seidel, Masamichi Yamashita, Inho Choi, John P. Dittami: Water wave communication in the genus Bombina (Amphibia). In: Advances in Space Research. Band 28, Nr. 4, doi:10.1016/S0273-1177(01)00386-6, S. 589–594.
- Die Stechmücken (Diptera: Culicidae; Gelsen) im Botanischen Garten der Universität Wien. In: A. Pernstich, H. W. Krenn (Hrsg.): Die Tierwelt des Botanischen Gartens der Universität Wien. Sonderband, Wien 2004, S. 109–114.
- Bernhard Seidel, Fabrizio Montarsi, Hartwig P. Huemer, Alexander Indra, Gioia Capelli, Franz Allerberger, Norbert Nowotny: First record of the Asian bush mosquito, Aedes japonicus, for Italy: an invasion from an established Austrian Population. In: Parasites & Vectors. Band 9, 2016, Artikel 284, doi:10.1186/s13071-016-1566-6 (IF 3,234).
- Bernhard Seidel, Norbert Nowotny, Tamás Bakonyi, Franz Allerberger, Francis Schaffner: Spread of Aedes japonicus japonicus (Theobald, 1901) in Austria, 2011–2015, and first records of the subspecies for Hungary, 2012, and the principality of Liechtenstein, 2015. In: Parasites & Vectors. Band 9, 2015, Artikel 356, doi:10.1186/s13071-016-1645-8 (IF 3,234).
- Tree(3)perCent: Die Kunst, echte Ökologie ins Spiel zu bringen! Verlag Bibliothek der Provinz, Weitra 2019, ISBN 978-3-99028-846-7.

## Auszeichnungen
- 1988: Anerkennungspreis des Landes Niederösterreich für Wissenschaft
- 1988: Theodor-Körner-Preis für Wissenschaft und Kunst zum Thema: "Aufbau und Dynamik einer Berglandunkenpopulation im Zeitraum von 5 Jahren"
- 1990: Umweltpreis Grüner Scheck der Grünen Bildungswerkstatt Niederösterreich für die Natur Kreuz Aktion
- 1991: Theodor-Körner-Preis für Wissenschaft und Kunst an den "VEREIN FÜR BIOTOP-FORSCHUNG zH Herrn Dr Bernhard Seidel und Herrn Dr Berthold Janecek"
- 1992: 1. Rang des Umweltpreises des Landes Niederösterreich in der Allgemeinen Klasse
- 1993: VGU Sonderpreis des Landes Niederösterreich für Umweltschutz
- 1993: Förderpreis des Landes Niederösterreich für Wissenschaft[19]
- 1993: 3. Rang des Umweltpreises des Landes Niederösterreich in der Allgemeinen Klasse
- 1994: Umweltpreis des Landes Niederösterreich in der Klasse Kunst und Kommunikation
- 1994: Theodor-Körner-Preis für Wissenschaft, Wien